# Monk (métro de Montréal)
Pour les articles homonymes, voir Monk (homonymie).
Monk est une station de la ligne verte du Métro de Montréal. Elle est située au croisement du boulevard Monk et de la rue Allard, dans le quartier Ville-Émard de l'arrondissement du Sud-Ouest à Montréal, province de Québec au Canada.

## Situation sur le réseau

Plan du métro (2021).

Établie en souterrain à 18,3 m de profondeur, Monk est une station de passage de la ligne verte du métro de Montréal. Elle est située entre la station Angrignon, terminus sud, et la station Jolicoeur, en direction du terminus nord Honoré-Beaugrand.
Elle dispose des deux voies de la ligne, encadrées par deux quais latéraux. 

## Histoire
La station Monk est mise en service le 3 septembre 1978, lors de l'ouverture à l'exploitation du prolongement de Atwater au nouveau terminus de Angrignon. Elle est nommée en référence au boulevard éponyme sous lequel elle est établie. Le toponyme « Monk » à pour origine le nom de famille Monk, sans que l'on sache s'il se réfère à l'un de ses membres en particulier, plusieurs ayant été importants dans la vie politique et juridique de la province. Deux personnalités émergent : James Monk (1745-1826), nommé procureur général de la province de Québec en 1776, il devint juge subrogé à la Cour de Vice-amirauté, puis juge en chef du district judiciaire de Montréal, et Frederick Debartzch Monk (1856-1914), avocat et homme politique, qui avec plusieurs associés dont Ulric Émard ont été porteurs d'un projet résidentiel réalisé sur les terres de la ferme des Davidson. La voie routière créée pour le desservir a été d'abord nommée « rue Davidson » avant d'être, en 1911, renommée boulevard Monk. La station réalisée par les architectes Blais et Bélanger, est constituée de trois niveaux : en surface deux édicules d'accès, à un niveau intermédiaire une mezzanine et en profondeur les deux quais encadrant les deux voies de la ligne.

## Services aux voyageurs

### Accès et accueil
La station dispose de deux édicules d'accès : Monk Sud, 6805, boul. Monk et Monk Nord, 6750, boul. Monk. Les deux édicules comportent deux sorties qui mènent chaqu'unes sur la rue Monk et la rue Allard. 
Les édicules sont reliés par des escaliers à la mezzanine où se situent, les tourniquets de contrôle et les accès aux quais. En semaine de 06h03 à 00h30, le samedi de 05h30 à 01h00 et le dimanche de 05h30 à 00h30. Le rythme de passage est fonction de la période en heures de pointe ou hors heures de pointe, elle varie de 3 à 12 minutes.

Installations
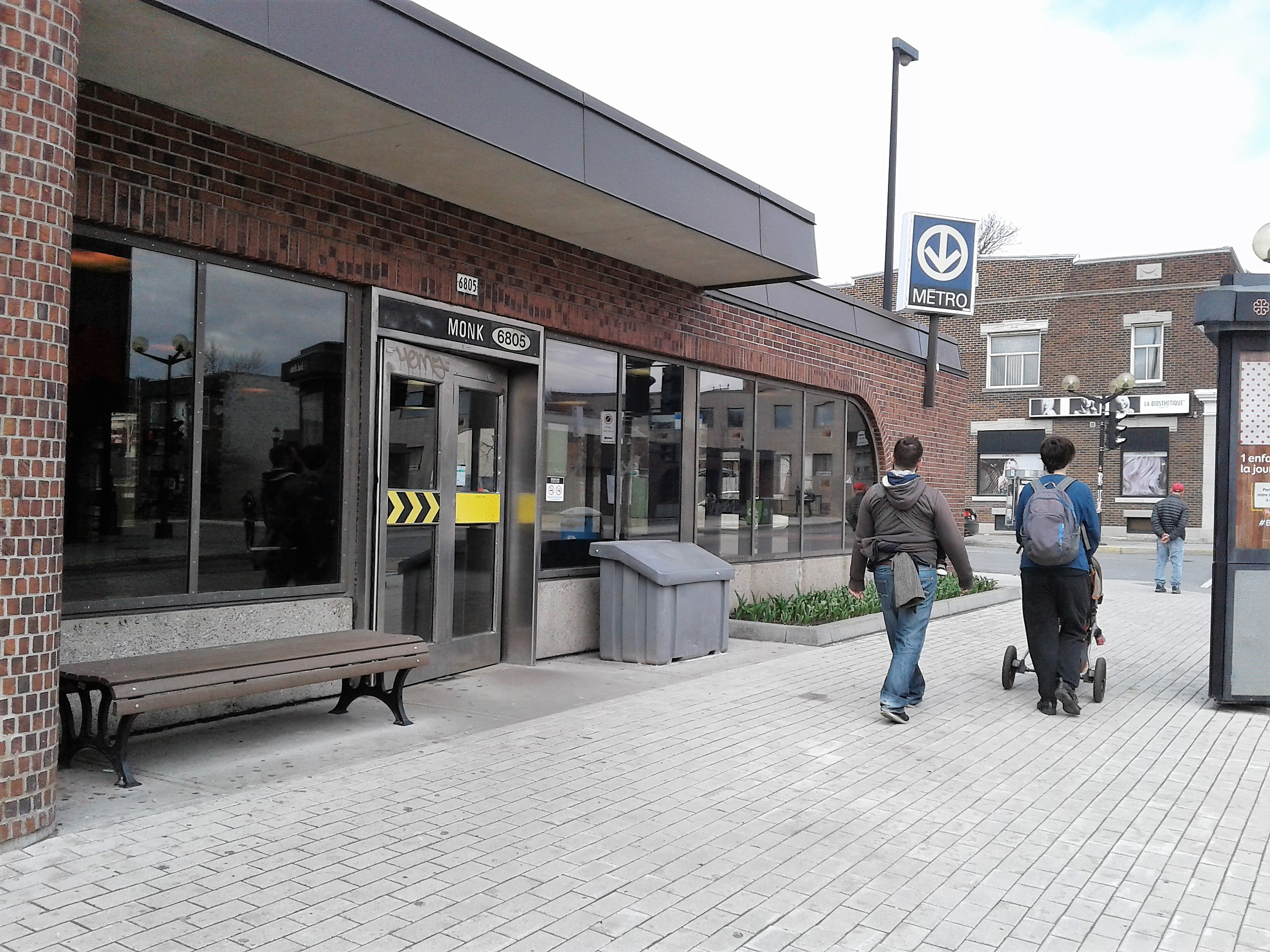
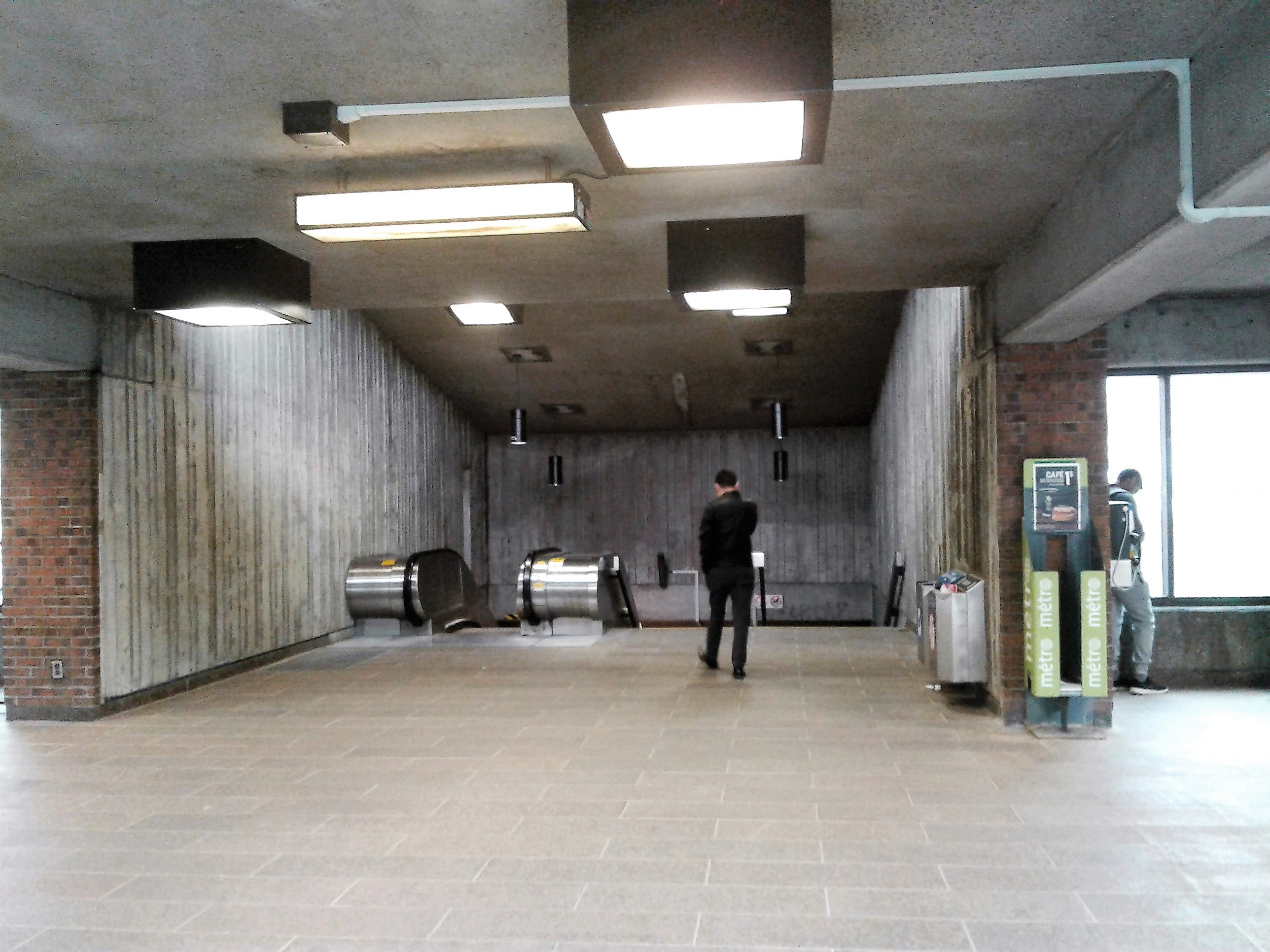
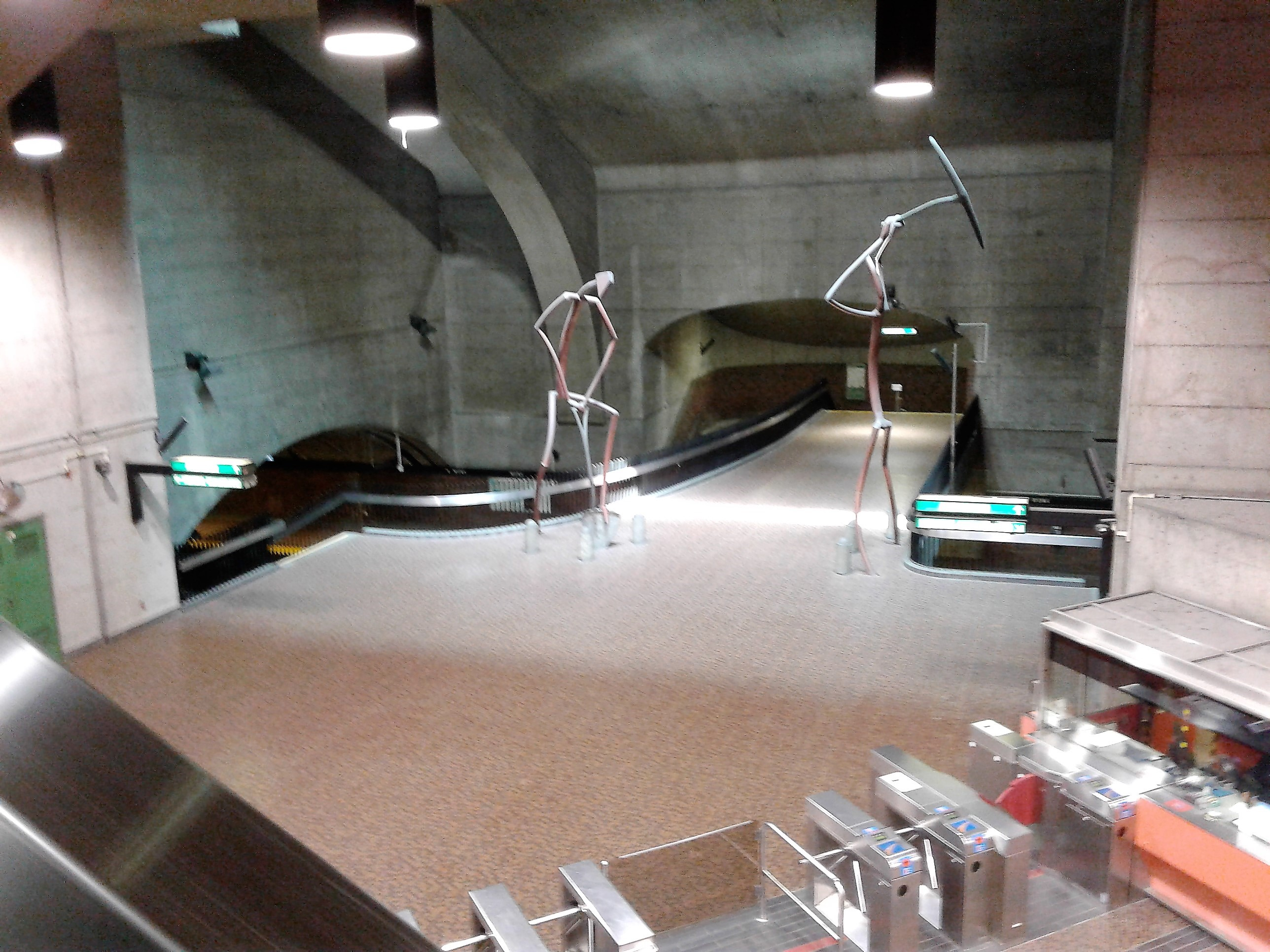

### Desserte
Monk est desservie par les rames qui circulent sur la ligne verte du métro de Montréal. Le premier passage a lieu : tous les jours, à 06h03, en direction de Angrignon, et à 05h31, en direction de Honoré-Beaugrand, le dernier passage a lieu : direction Angrignon, en semaine et le dimanche à 01h15, le samedi à 01h45 ; direction Honoré-Beaugrand, en semaine et le dimanche à 00h36, le samedi à 01h06. Les fréquences de passage sont de 3 à 12 minutes suivant les périodes.

Installations et desserte
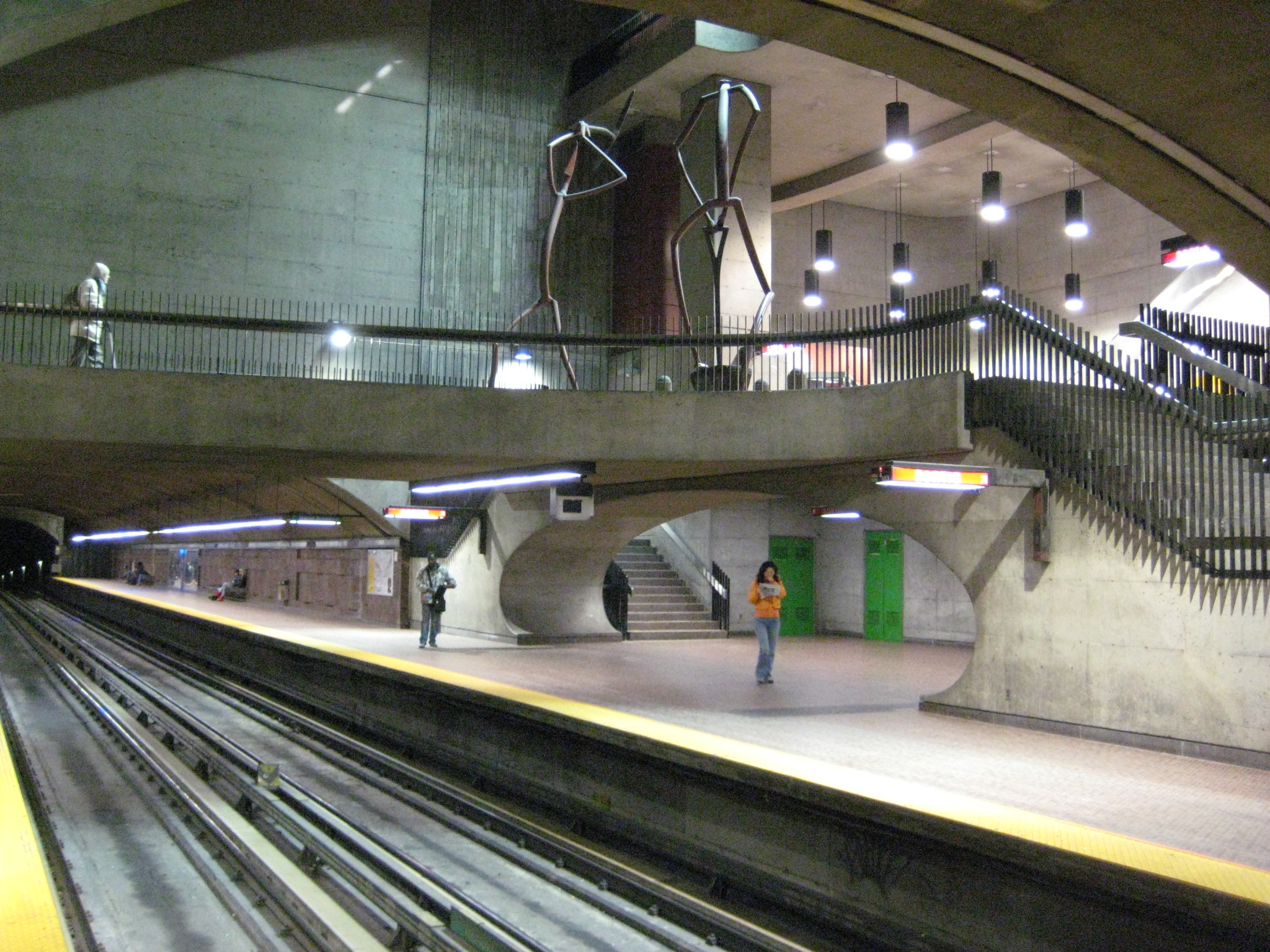
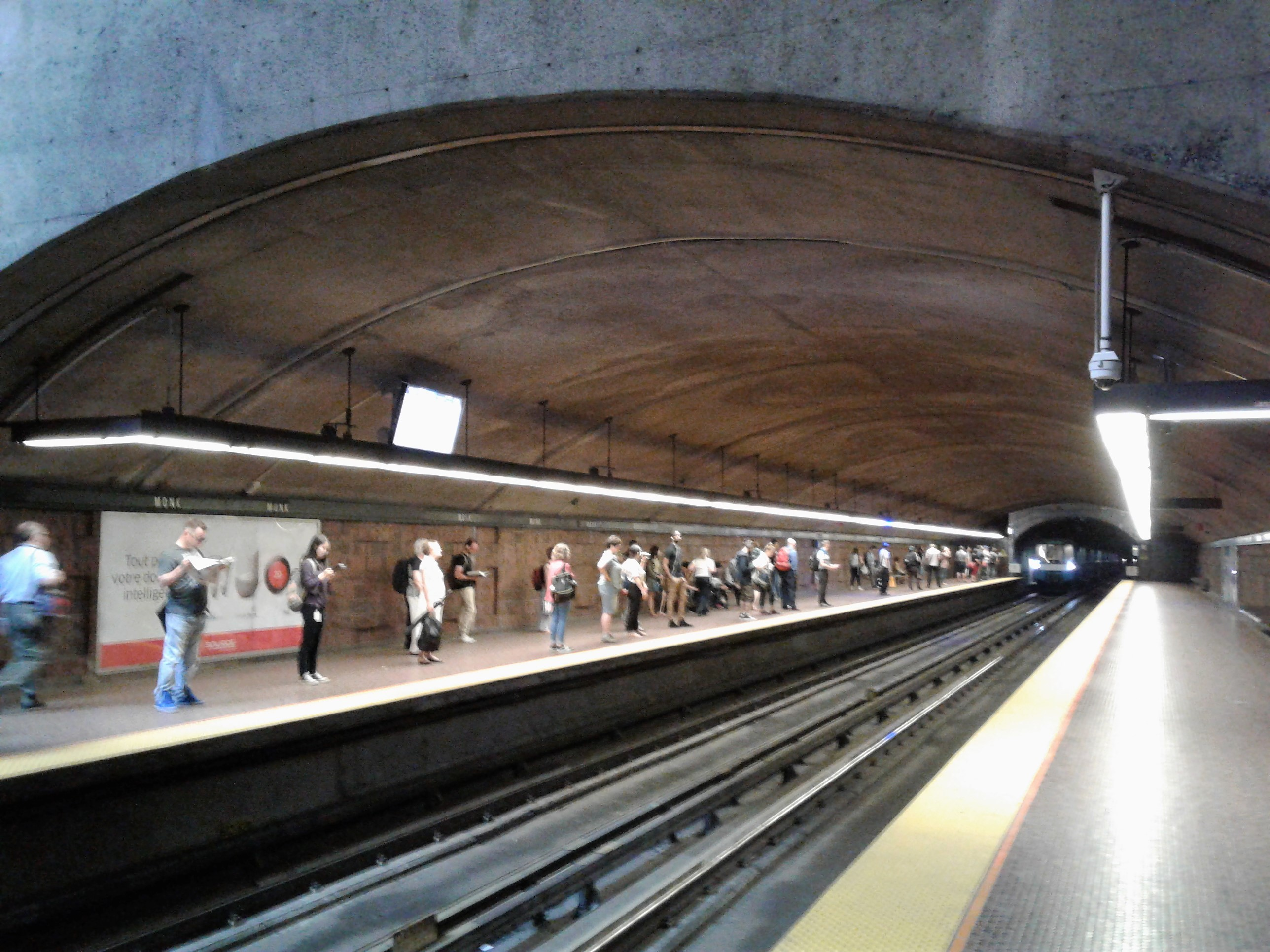
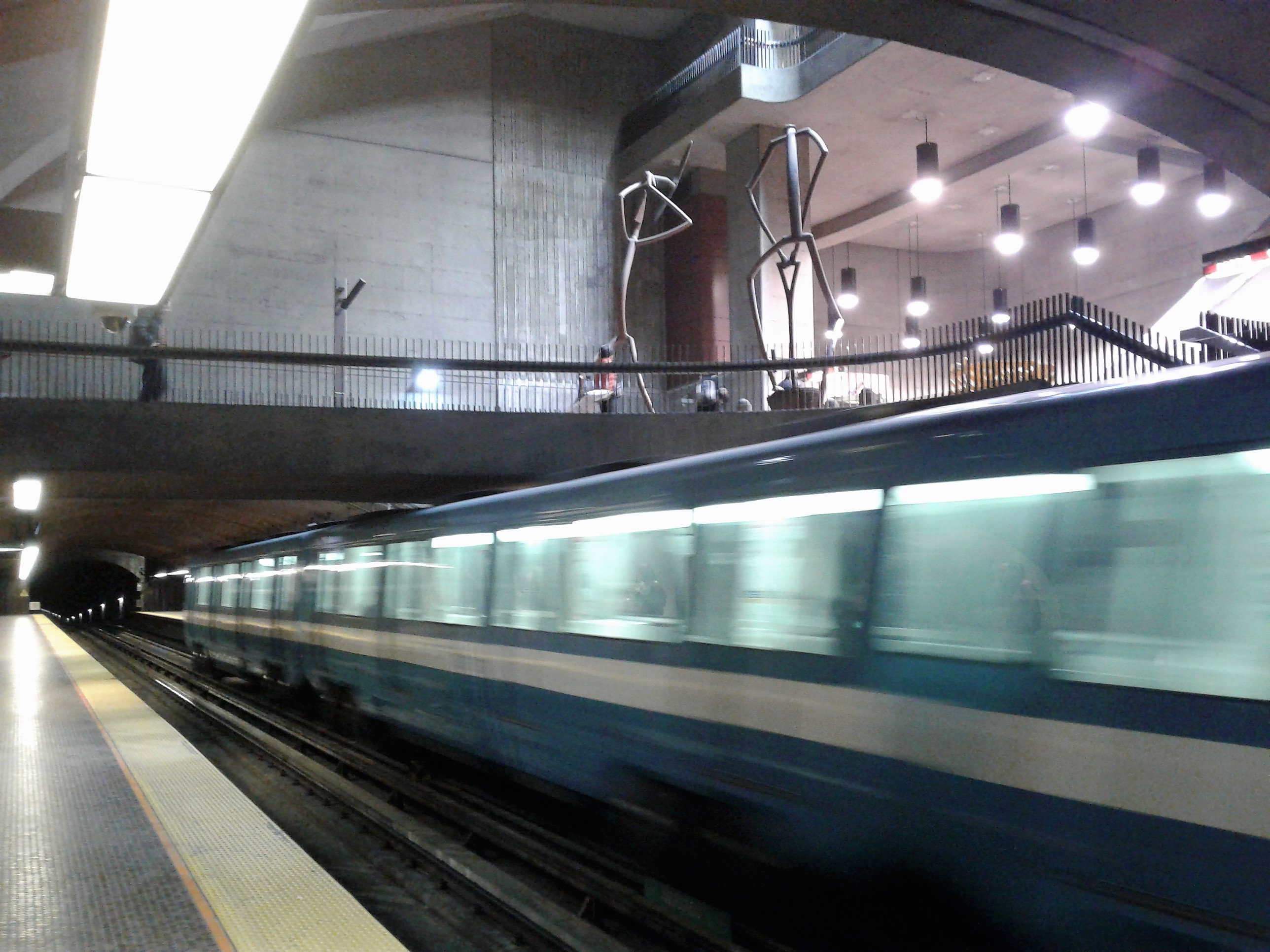

### Intermodalité
Proche de la station, des arrêts d'autobus sont desservis par les lignes de jour : 35 Griffintown, 36 Monk, et une ligne de nuit 350 Verdun / LaSalle.
Depuis le 26 août, la ligne 78 Laurendeau est abolie au profit des lignes 35 Griffintown et 36 Monk. La ligne 35 desservira cette station et sera allongée jusqu'à la station Angrignon.

## L'art dans la station
C'est une station composante de l'Art du métro de Montréal, elle abrite l'œuvre « Pic et Pelle » (1978), acier peint, de Germain Bergeron (1933-2017), qui est un hommage aux travailleurs qui ont construit le métro. Éclairée par un puits de lumière, elle est située sur la mezzanine.

« Pic et Pelle »
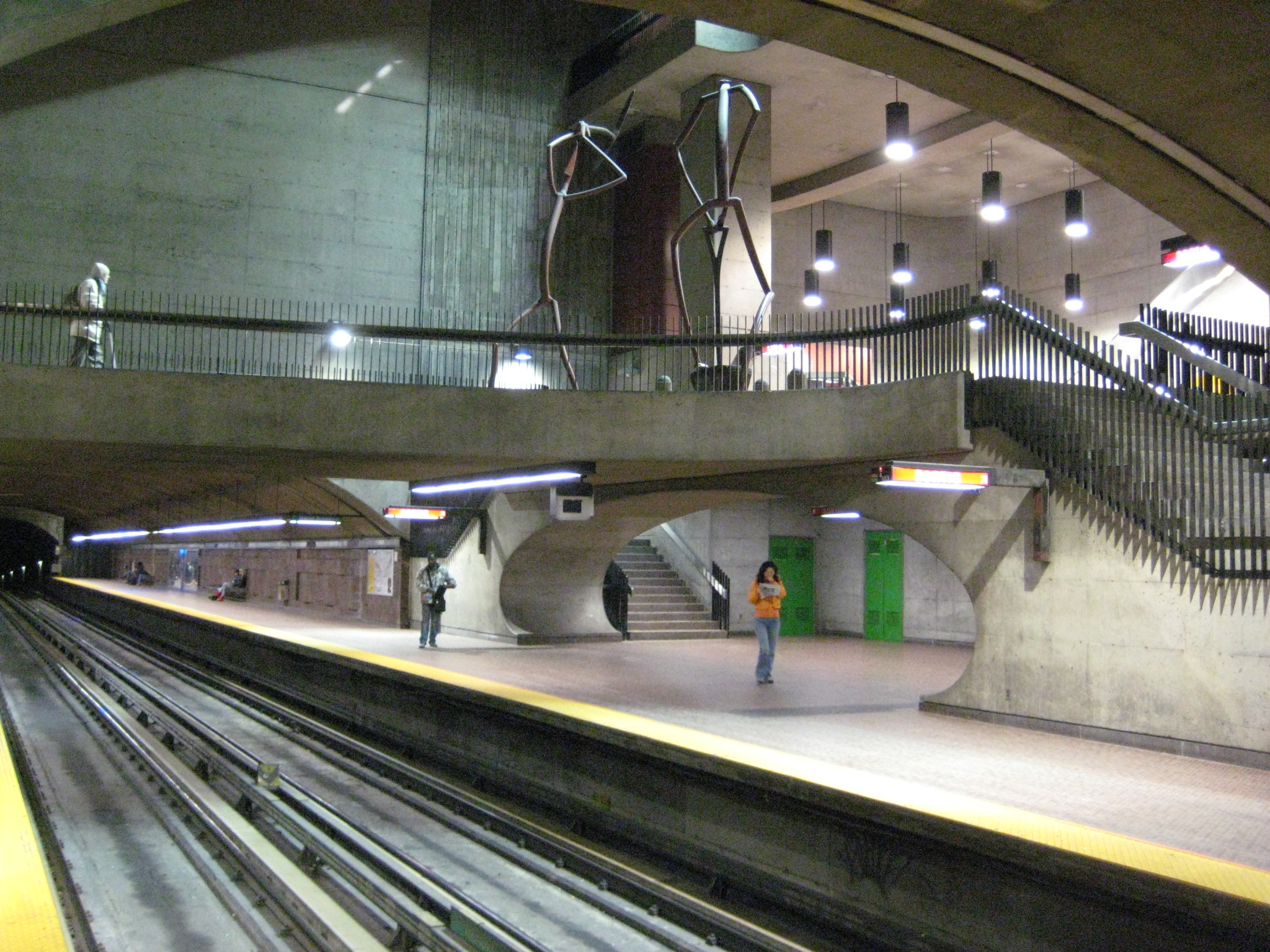
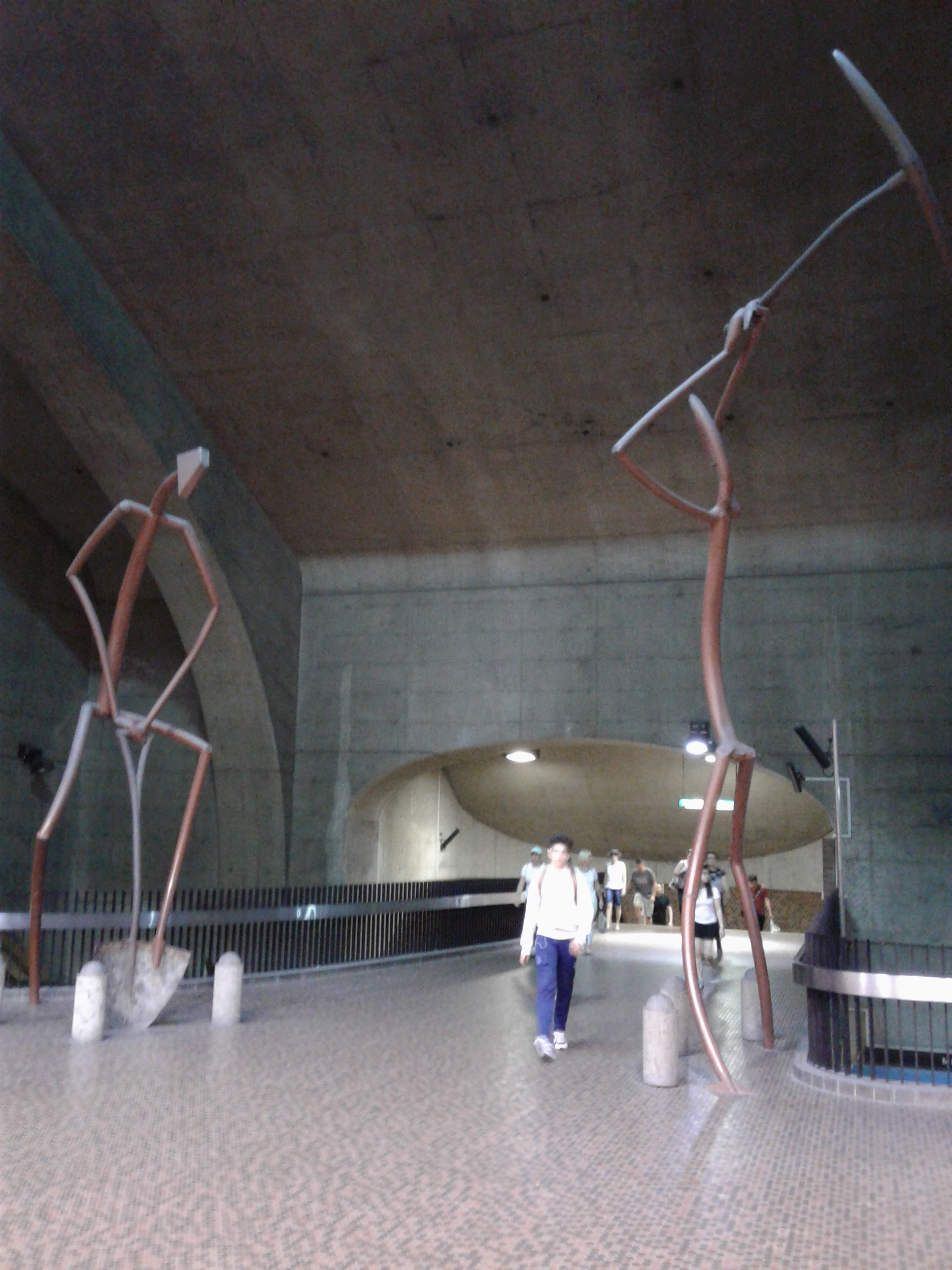
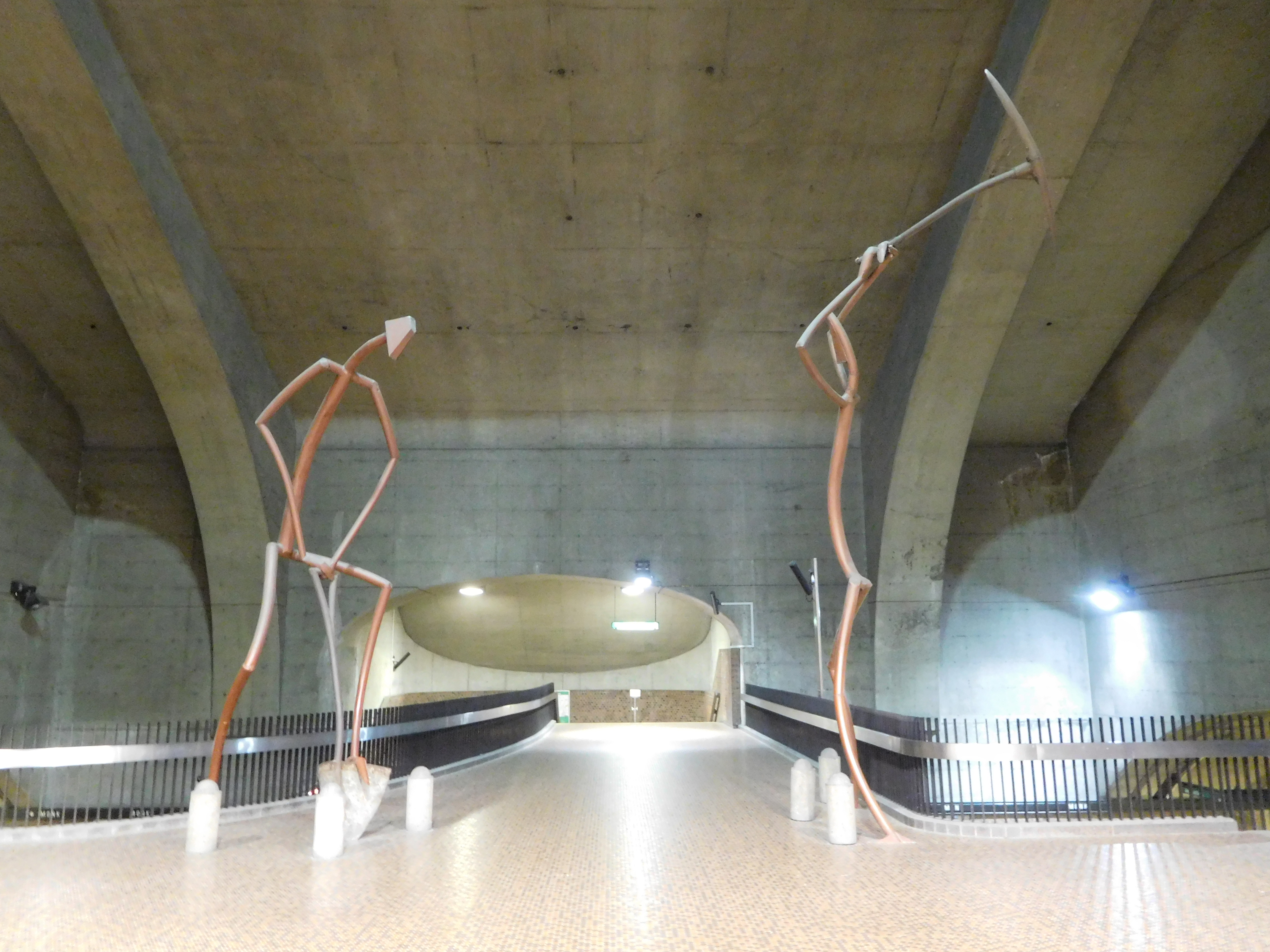

Dans un autre cadre, à proximité immédiate, dans l'aire de repos qui jouxte la station se situe une statue en bronze de Mère Teresa, offerte par la communauté albanaise du Québec à Montréal pour le 100e anniversaire de l'Albanie. L'installation de la sculpture le 24 novembre 2012, a eu lieu en présence de l'ambassadrice de la république d'Albanie à Ottawa, de l'archevêque de Montréal, Christian Lépine, de la députée fédérale de LaSalle-Émard, Hélène LeBlanc, du maire de l'arrondissement du Sud-Ouest, Benoit Dorais.   

Aire de repos et statue de Mère Teresa
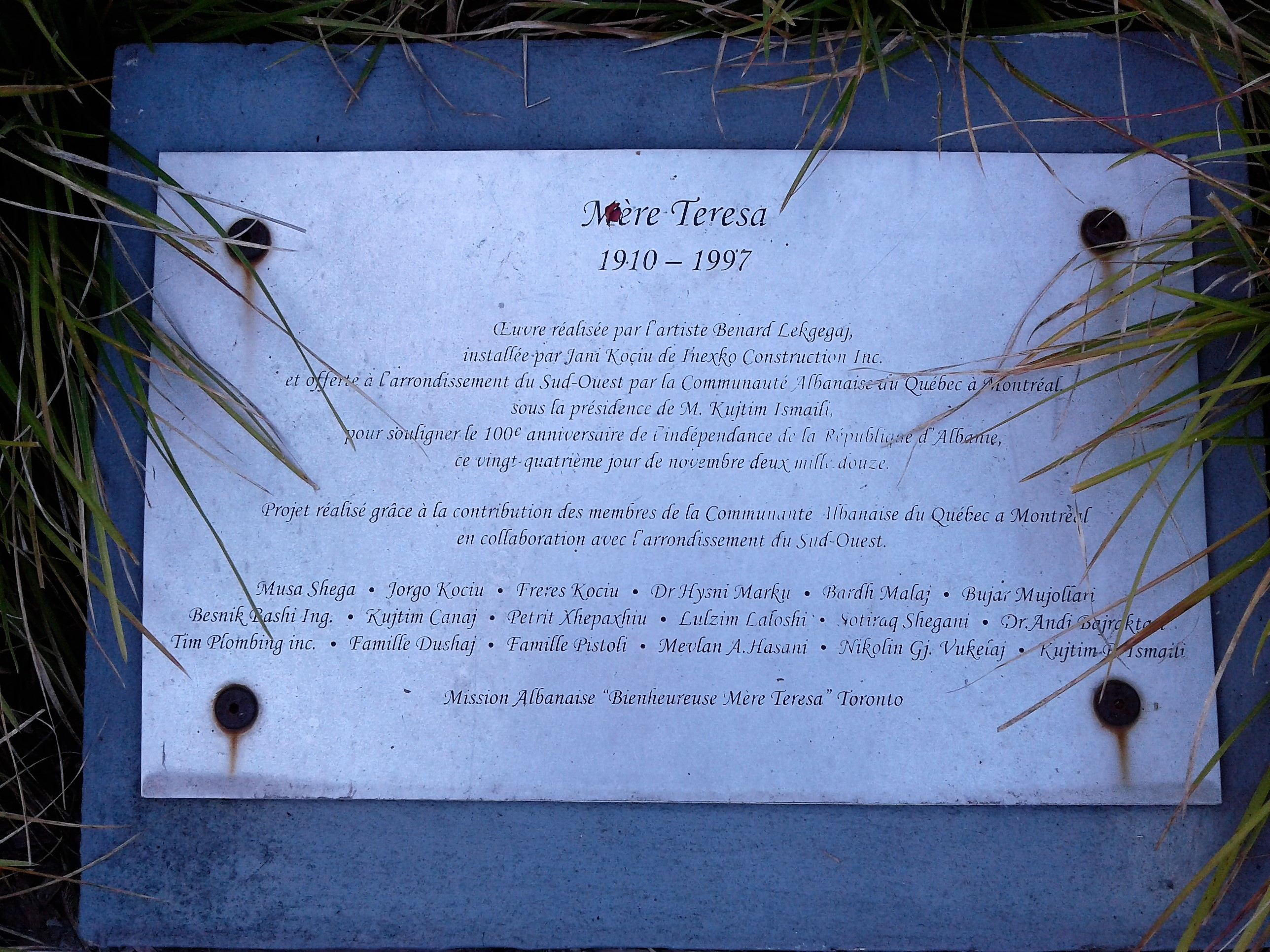
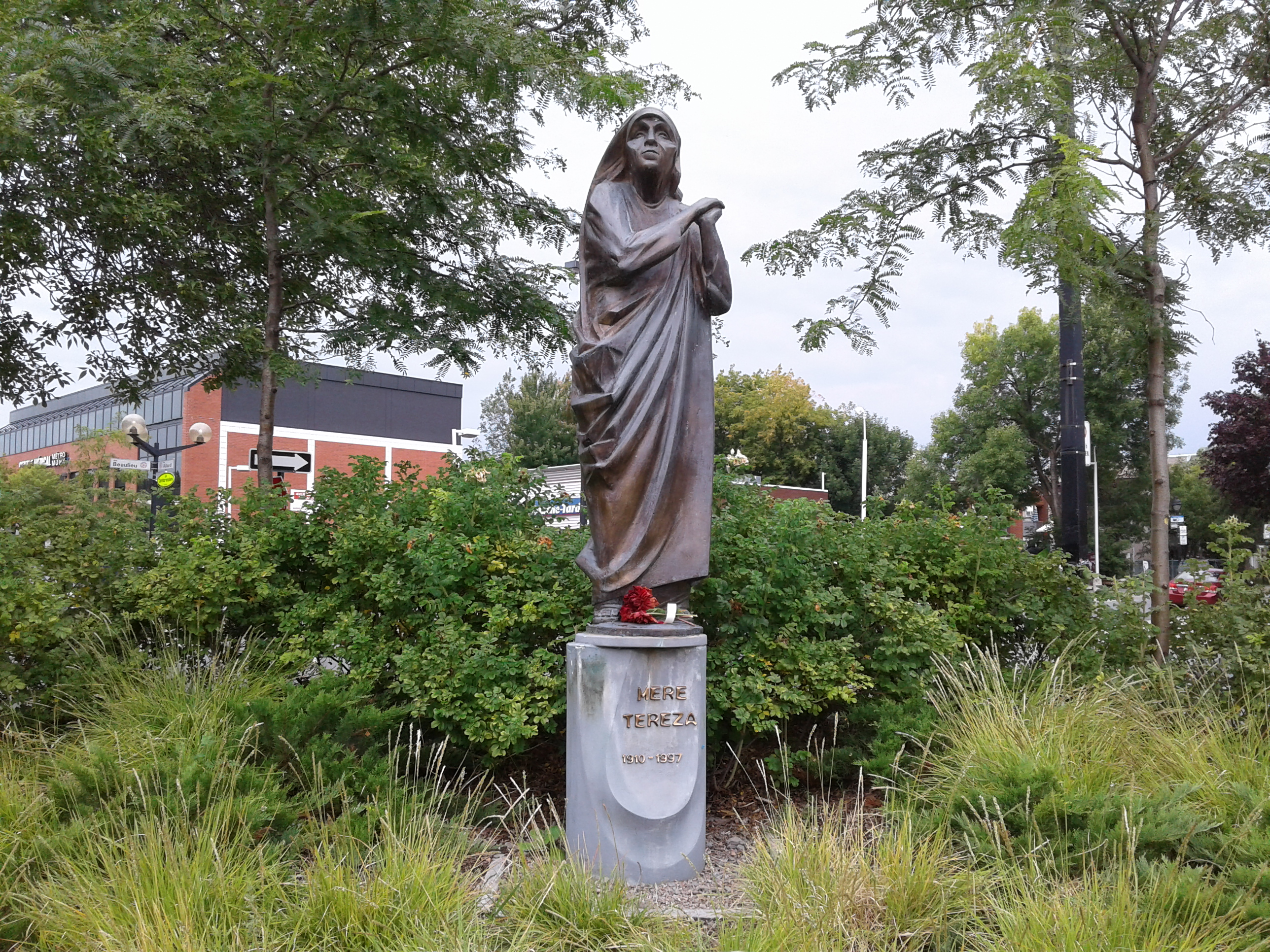
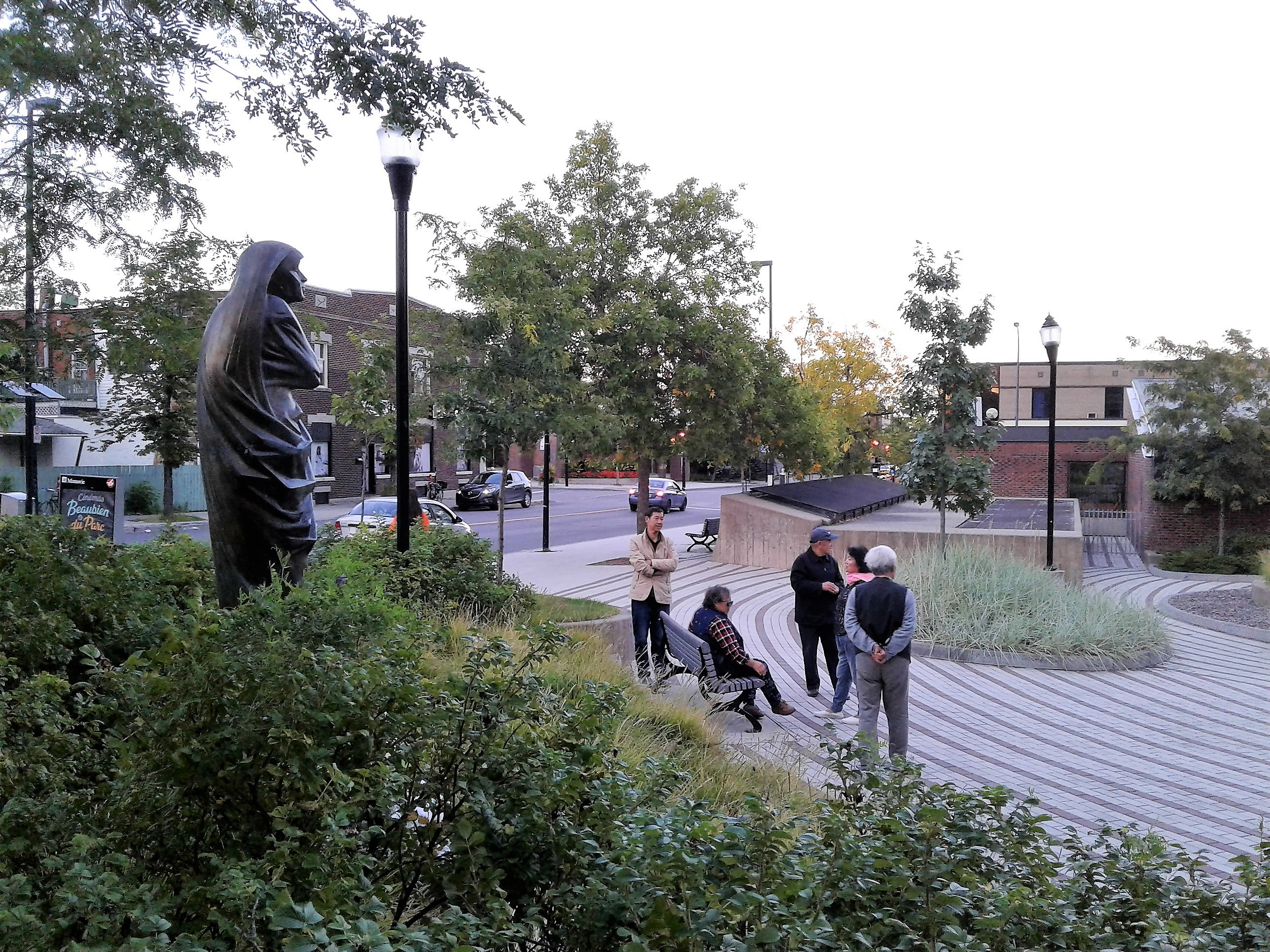

## À proximité
- Bibliothèques de Montréal
- Maison de la culture Marie-Uguay
- Centre médical Métro Monk
- École Dollard-des-Ormeaux
- École St-Jean de Matha
- École Honoré-Mercier